# Sóftbol
El sóftbol (softball en idioma inglés), también conocido como softbol o sófbol, es un deporte de equipo en el que una pelota es golpeada con un bate. Es, en términos generales, una derivación del béisbol donde la pelota es más grande y su lanzamiento se efectúa por debajo del hombro.
Existen varias modalidades como Fastpitch (lanzamiento rápido), Slowpitch (lanzamiento lento), Modificado (lanzamiento con restricciones).
El organismo rector de este deporte es la WBSC, Confederación Mundial de Béisbol y Softbol, la cual celebra un campeonato mundial cada año en varias categorías. enviar señales al resto del equipo sobre las jugadas por ejecutar.
1. Primera base: es el encargado de la primera base; recibe los lanzamientos de los jugadores del cuadro (segunda, parador en corto, tercera, lanzador y receptor) para eliminar a un bateador que no conectó ventajosamente. También realiza cobertura de toques y robos demorados.
2. Segunda base: cuida la segunda base; cuando un batazo sale entre la primera y la segunda base, él es el encargado de atraparlo y lanzarlo a la primera base para completar el out. Si hay corredor en primera y el batazo sale al terreno del parador en corto, es responsable de cubrir segunda para ejecutar una doble matanza (double play). También realiza cobertura de toques y relevo de tiros desde los jardines.
3. Tercera base: cuida la tercera

Fue deporte olímpico desde Atlanta 1996 hasta Pekín 2008, y volvió a serlo en la XXXII Edición en Tokio 2020.
El actual campeón del mundo en categoría masculina es Argentina que consiguió el oro, ganando la final por 3 a 2 a Japón en Praga, República Checa 2019. 

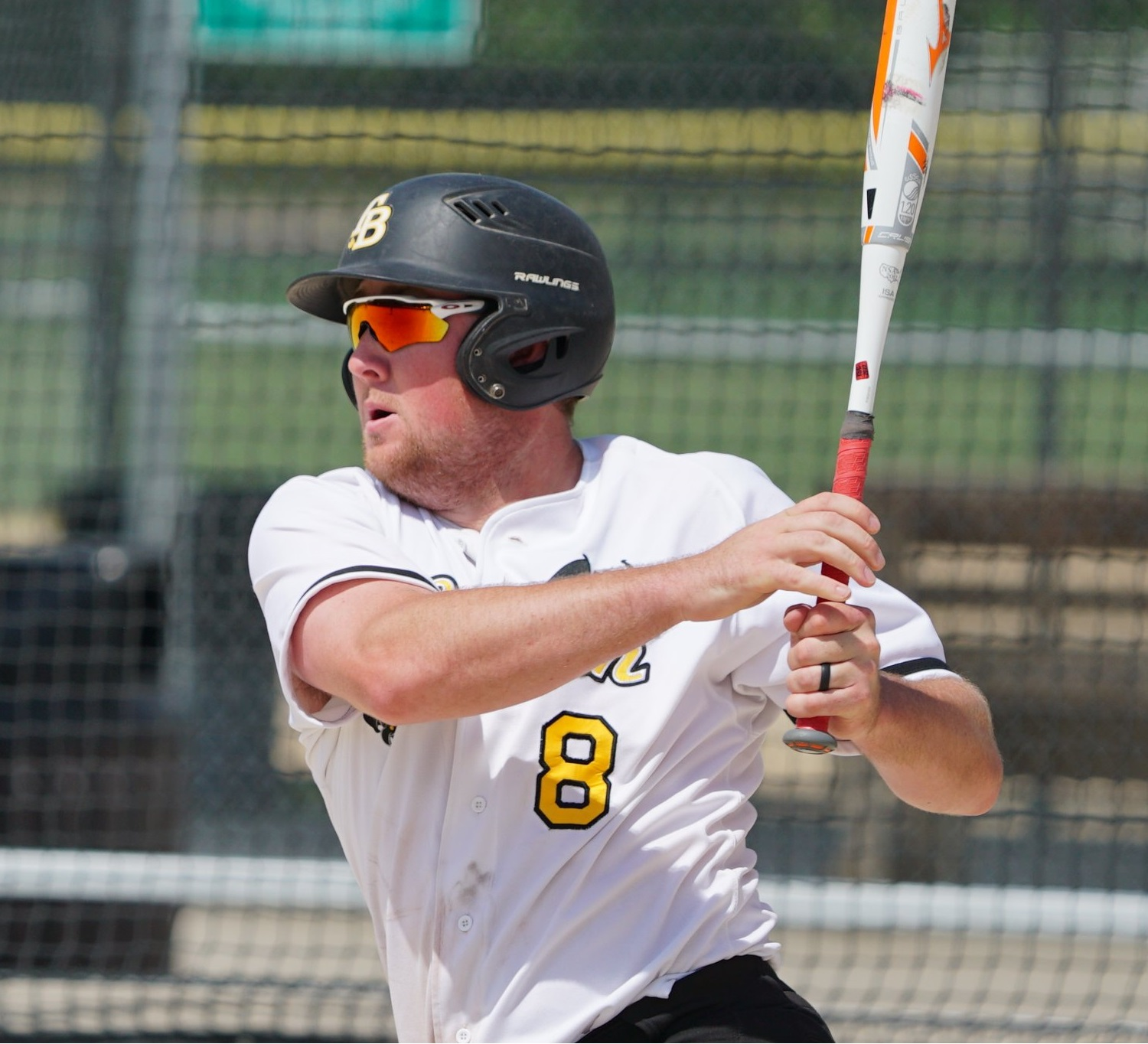
Bateador en ISC Mundial de clubes 2022

## Terreno de juego
El juego se desarrolla fundamentalmente en el espacio comprendido dentro de dos líneas (líneas de foul) que forman entre sí un ángulo recto. 
Dentro del mismo se trazará un cuadrado de 18,244 m de lado. En cada uno de los vértices de este se ubicarán las bases, que desempeñarán el papel de refugios temporales para los jugadores del equipo que ataca. Una de estas bases es una figura pentagonal (home) y se le colocará en el vértice que forman las dos líneas de foul. 
El círculo del lanzador se ubicará en el centro de dicho cuadrado con su centro a 14 m para hombres y a 12 m para mujeres.  Básicamente tiene la misma forma del diamante de baseball pero de menores medidas.

## Jugadores
Un equipo está formado por 9 jugadores de campo a los cuales se les asigna un número para entrar al campo en el siguiente orden:
1. Lanzador (pitcher): es el encargado de lanzar la bola de manera que el bateador no pueda batearla. En conjunción con el receptor, decide qué lanzamiento hacer para este propósito. Además participa en cobertura de los toques, cubre las bases primera y tercera, o home en caso de que haga un lanzamiento descontrolado (wild pitch).
2. Receptor (catcher): se ubica detrás del plato (o home plate) para recibir los envíos del lanzador. Además se encarga de eliminar a los corredores que intentan robar una base y decolchoneta. Es el encargado de impedir que un batazo se cuele por la línea que delimita el campo por el extremo izquierdo. Tiene como función además cobertura de toques.
3. Parador en corto (shortstop): juega entre la segunda y la tercera base, y su función es impedir que los batazos que van por ese sector se cuelen al jardín izquierdo. Puede cubrir segunda y tercera base. Si hay corredor en primera y el batazo sale al terreno de la segunda base, es responsable de cubrir segunda para ejecutar una doble matanza (double play).También participa en la cobertura de bunt y en el relevo de tiros desde los jardines
4. Jardinero izquierdo: se encarga de impedir que los batazos elevados por ese sector caigan en terreno bueno y de fildear las pelotas rodadas que superen el cuadrado. Debido a que la mayoría de los bateadores es diestra, es el jardinero que tiene más ocasiones de responsabilidad. Cubre al jardinero central en pelotas que van al terreno entre ambos y se coloca detrás al tercera base en caso de que deje ir una pelota
5. Jardinero central: es el jardinero que más terreno cubre y el que apoya a los otros dos en todas las pelotas dirigidas al terreno que está entre ellos. Debido a que el jardín central es más profundo, suele ser el encargado de hacer tiros al plato para evitar carreras por pisa y corre.
6. Jardinero derecho: es el jardinero que menos bolas recibe, pues la minoría de los bateadores es zurda. Se encarga de asistir al jardinero central y a la primera base en caso de que no capture un tiro para sacar al bateador.

## Duración y definición del juego
Un juego reglamentario consta de siete entradas. En cada entrada cada equipo batea y defiende alternando. Gana el equipo que anote más carreras y dura entre 2 o 3 horas.

## Forma de juego
El equipo atacante tiene que batear la pelota suficientemente lejos sin que le hagan "out"
Para eso tiene que pasar por bases pequeñas como primera, segunda y tercera hasta llegar a home
Ya cuando está en home se le suma una carrera al equipo, mientras tanto el equipo oponente debe de estar preparado para cualquier bola cerca que le pase.

### Carrera
Se anotará una carrera cada vez que un corredor legalmente pise la primera, segunda y tercera base, y home antes de que se completen los tres out.

### Strike
Es un lanzamiento legal declarado así por el árbitro cuando:
1) Pasa sobre las rodillas, debajo del pecho del bateador y sobre el home.
2) El bateador abanica y falla.
3) El bateador envía  una pelota en foul con menos de dos buenas. Con dos strikes los siguientes batazos en zona foul no son tercer strike.

### Pelota mala (bola)
Lanzamiento que pasa fuera de las marcas antes mencionadas y el bateador no intenta golpearla.
Se marca bola.

### Pelota enfalta
Pelota bateada legalmente pero:
1) Es enviada directamente fuera de las líneas de foul 
2) Se detiene en 1° y home o 3° y home.

### Vuelta a las bases
Todos los corredores tienen la obligación de volver a la base que ocupaba cuando:
1) Cuando está en riesgo de caer.
2) Cuando el árbitro declara pelota en foul sin riesgo.

### Quieto (safe)
Es la voz con la cual el árbitro otorga la posición a la que acaba de llegar el corredor antes o en el mismo momento que la pelota.

### Otros conceptos y definiciones
- Base por bolas: luego de 4 lanzamientos fuera de la zona de strike y con 0, 1 o 2 strikes, el bateador gana la 1° base. Si hay otro corredor en la base inmediata siguiente es empujado por el primero avanzando una base y así si con otros corredores si no hay bases libres.  Si el umpire canta 3 strikes antes que caiga la cuarta bola el bateador es out.
- Doble jugada: dos jugadores de la ofensiva son eliminados como resultado de una acción continua.
- Obstrucción: es el acto de un defensor que no está en posesión de la pelota ni en el acto de recibirla y entorpece el avance de un atacante.
- Toque: es una pelota bateada la cual no se trata de golpear fuerte, sino que se intenta hacerla rodar suavemente dentro del cuadrado (toque de bola).
- Robo de base: es el acto de un corredor que intenta avanzar, a riesgo, de una base a otra en el momento que la pelota abandona la mano del lanzador sin esperar el bateo de su compañero.
- Jugada forzada: es la acción por la cual, con la pelota en juego, un jugador debe avanzar obligatoriamente a riesgo, debido a que el compañero que le sigue avanza a su posición.
- Pisa y corre: Al momento de conectar un elevado y el fielder tenga la posición el jugador en base puede pisar la base y correr a la siguiente dependiendo la distancia de la base a la caída de la pelota.
- Hit and run: Esta se lleva a cabo cuando hay al menos un corredor en base, al cual se le ordena robo y al bateador en turno se le pide que intente batear la bola de hit en la siguiente pichada sin importar como venga el lanzamiento (bueno o malo).
- Out: El bateador golpea la pelota (válidamente) y cualquier jugador del equipo contrario la ha atrapado sin que toque el suelo.